# Sân bay Dekese
Sân bay Dekese (ICAO: FZVT) là một sân bay ở Dekese, Cộng hòa Dân chủ Congo.